# Samuel Krasnodębski
Samuel Krasnodębski herbu Krzywda – podkomorzy drohicki w 1698 roku, pisarz drohicki w latach 1673–1698.
Poseł sejmiku drohickiego na sejm 1695 roku.
W 1674 roku był elektorem Jana III Sobieskiego z województwa podlaskiego.